# ТНК Racing Team
ТНК Racing Team — российская команда, стартовавшая в кольцевых гонках в 2000-2012 годах, и продолжившая своё существование позже, под названием «АМГ Моторспорт». Участвовала в чемпионатах страны по шоссейным кольцевым гонкам в классе «Туринг», чемпион Russian Touring Car Championship (RTCC) в 2010 году.

## История команды
Впервые команда заявила о себе в 2000 г. и уже тогда добилась высоких результатов. Пилот Николай Фоменко в составе ТНК Racing Team стал чемпионом России по шоссейным кольцевым гонкам в классе «Туринг».
В 2009 г. ТНК Racing Team возобновила свою деятельность и сразу показала себя одной из сильнейших в России, одержав две яркие победы на этапе чемпионата России по автомобильным кольцевым гонкам RTCC в самом мощном классе «Туринг».
В 2010 г. команду ждал новый успех — она стала победителем чемпионата России RTCC, а пилот ТНК Racing Team, мастер спорта международного класса Михаил Ухов досрочно выиграл звание чемпиона страны в личном зачёте.
В 2011 году ТНК Racing Team вновь принимала участие в RTCC. Лидер команды Михаил Ухов стал на этот раз вице-чемпионом в личном зачёте класса «Туринг».
В 2012 году пилоты команды Александр Фролов и Дмитрий Добровольский заняли первые два места в «Туринге». После чего команда прекратила существование, из-за прекращения деятельности генерального спонсора — нефтяной компании ТНК-BP.
Команда THK Racing Team имела в своём распоряжении полностью оснащенную базу технического обслуживания автомобилей, средства транспортировки и современную гоночную технику.

## Пилоты команды

### Михаил Ухов
Михаил Ухов (22 июля 1958, Москва - 06 ноября 2019, Москва). Мастер спорта международного класса. С 1978 года в автоспорте. В 2009 году стал руководителем и пилотом команды ТНК Racing Team, выступавшей в классе «Туринг» чемпионата России по кольцевым гонкам. Занял первое место на трассе «Липецкий подъем» чемпионата России, проходившего в рамках турнира RTCC. В 2010-м Михаил Ухов стал чемпионом страны, заняв первое место в 10 из 14 возможных гонок, ещё в четырёх оставшихся заездах финишировал вторым. В 2011 году стал вице-чемпионом с шестью победами.

### Олег Квитка
Олег Квитка — родился 17 августа 1975 года в городе Александрия (Украина). Первые успехи в гонках датируются 2007 годом, на этапах немецкого турнира VLN. С 2008 года выступал в чемпионате России по автомобильным кольцевым гонкам. В 2011 году в составе ТНК racing team. Занял 3 место в первой гонке третьего этапа RTCC (Нижегородское Кольцо). Затем занял 2 место на седьмом этапе RTCC (на трассе Смоленское Кольцо).

## Автомобили команды
Пилоты команды выступали на автомобилях BMW E90, BMW E46, Porsche 911.

## Результаты

### Командный зачёт
| Год  | Чемпионат   | Пилот                    | Автомобиль       | Место | Очки   |
| ---- | ----------- | ------------------------ | ---------------- | ----- | ------ |
| 2010 | RTCC Туринг | Ухов Михаил Попов Максим | BMW E46          | 1     | 1778,6 |
| 2011 | RTCC Туринг | Ухов Михаил Квитка Олег  | BMW E-90 BMW E46 | 2     | 1444   |

### Личный зачёт
| Год  | Чемпионат   | Пилот                 | Автомобиль | Место | Очки  |
| ---- | ----------- | --------------------- | ---------- | ----- | ----- |
| 2009 | RTCC Туринг |                       |            |       |       |
| 2010 | RTCC Туринг | Попов Максим          |            | 5     | 566,6 |
| 2010 | RTCC Туринг | Ухов Михаил           | BMW E46    | 1     | 1227  |
| 2011 | RTCC Туринг | Ухов Михаил           | BMW E90    | 2     | 1019  |
| 2011 | RTCC Туринг | Квитка Олег           | BMW E46    | 7     | 557   |
| 2012 | RRC Туринг  | Фролов Александр      | BMW E90    | 1     | 1350  |
| 2012 | RRC Туринг  | Добровольский Дмитрий | BMW E46    | 2     | 1096  |